# 2009 na televisão brasileira
A seguir há uma lista de eventos relacionados à televisão brasileira em 2009. Os eventos listados incluem estreias, cancelamentos e finais de programas de televisão; lançamento, encerramento e rebrandings de canais; estações locais mudando de afiliação de rede; e informações sobre controvérsias e disputas de carregamento.

## Eventos notáveis

### Janeiro
| Data  | Evento |
| ----- | --- |
| 28—31 | O Multishow transmite a 11.ª edição do Festival de Verão Salvador. A Rede Globo exibiu compactos dos shows do evento. |

### Fevereiro
| Data  | Evento |
| ----- | --- |
| 1.º   | A ESPN transmite o Super Bowl XLIII. |
| 20—24 | As principais emissoras de TV (exceto a Rede Record) realizam a cobertura do Carnaval de 2009, sendo que: - A Rede Globo exibe o Globeleza com os desfiles das escolas de samba de São Paulo e Rio de Janeiro e o carnaval do Recife na TV Globo Nordeste. A Rede Bahia cobre localmente o carnaval de Salvador no Bahia Folia; - A Rede Bandeirantes exibe o Band Folia, mostrando o carnaval de Salvador, São Paulo e Rio de Janeiro; - A RedeTV! exibe os Bastidores do Carnaval 2009; - A CNT exibe o Desfile das Escolas de Samba do Grupo de Acesso A do carnaval do Rio de Janeiro. |
| 22    | A TNT transmite a 81.ª edição do Oscar. |
| 24    | Durante a cobertura do desfile das escolas de samba do Grupo Especial do Carnaval do Rio de Janeiro, uma câmera áerea utilizada pela Rede Globo na transmissão do Globeleza se desprendeu dos cabos de sustentação e caiu sobre o público que assistia o desfile da Estação Primeira de Mangueira no Sambódromo da Marquês de Sapucaí, ferindo seis espectadores. |
| 25    | A TV Diário de Fortaleza, Ceará codifica o seu sinal de satélite em banda C, após pressões da Rede Globo sobre o Sistema Verdes Mares (que mantém a sua afiliada no Ceará, TV Verdes Mares) para que não houvesse concorrência das suas afiliadas de segunda linha com as afiliadas da rede fora do estado do Ceará. Com a codificação do sinal, apenas as retransmissoras mantidas pela TV Diário no Ceará continuaram no ar, enquanto as antigas afiliadas tiveram que procurar outras redes.                                                                                            |
| 27    | No SBT, Regina Volpato deixa a apresentação do Casos de Família. |
| 28    | Na Rede Globo, Geovanna Tominaga deixa a apresentação da TV Globinho. Após a sua saída, o programa deixou de ter apresentador fixo e passou a ser apresentado por um rodízio. |

### Março
| Data | Evento |
| ---- | --- |
| 2    | No SBT, Christina Rocha assume a apresentação do Casos de Família, substituindo Regina Volpato.                  |
| 15   | Na RedeTV!, Olga Bongiovanni deixa a apresentação do Bom Dia Mulher, sendo substituída pela repórter Keila Lima. |
| 23   | Na Rede Bandeirantes, o Primeiro Jornal ganha novo cenário, vinheta de abertura e grafismos.                     |
| 29   | O SBT exibe a 48.ª edição do Troféu Imprensa.                                                                    |

### Abril
| Data | Evento |
| ---- | --- |
| 12   | A Rede Globo exibe no Domingão do Faustão a 13.ª edição do Melhores do Ano. |
| 13   | A Rede Globo estreia diversas modificações nos programas da sua grade. O Mais Você, Vídeo Show, Jornal Hoje e Jornal da Globo ganham novos cenários, vinhetas de aberturas e grafismos. Com exceção de São Paulo, o Globo Esporte estreia novo cenário em diversas praças. E a TV Globinho e a Tela Quente também ganham novas identidades visuais. |
| 14   | Na Rede Globo, o Intercine ganha nova identidade visual. |
| 18   | Na Rede Globo, a Sessão de Sábado ganha nova identidade visual. |
| 18   | Na Rede Globo, o TV Xuxa ganha nova cenário, vinheta de abertura e grafismos. |
| 18   | A Rede Bandeirantes exibe a 54.ª edição do Miss São Paulo. |
| 19   | Na Rede Globo, o Fantástico ganha novo cenário. |

### Maio
| Data | Evento |
| ---- | --- |
| 7    | Na Rede Record, Adriana Araújo deixa a bancada do Jornal da Record, sendo substituída interinamente por Janine Borba. |
| 9    | A Rede Bandeirantes exibe a 55.ª edição do Miss Brasil.                                                               |

### Junho
| Data  | Evento |
| ----- | --- |
| 14—28 | A Rede Globo, Rede Bandeirantes e o SporTV realizam a cobertura da Copa das Confederações FIFA de 2009.                                                                                                 |
| 26—28 | A Rede Bandeirantes transmite a 44.ª edição do Festival Folclórico de Parintins. |
| 29    | Na Rede Record, Ana Paula Padrão assume a bancada do Jornal da Record ao lado de Celso Freitas, substituindo Adriana Araújo. O telejornal também estreia novo cenário, vinheta de abertura e grafismos. |
| 30    | A Rede Record estreia um novo pacote de identidade visual, vinheta de abertura e grafismos do jornalismo local de suas emissoras.                                                                       |
| 30    | Na Rede Record, o Fala Brasil ganha novo cenário, vinheta de abertura e grafismos. |

### Julho
| Data | Evento                                                                                      |
| ---- | ------------------------------------------------------------------------------------------- |
| 5    | No SBT, Gugu Liberato deixa a apresentação do Domingo Legal.                                |
| 5    | Na Rede Record, Eliana deixa a apresentação do Tudo É Possível.                             |
| 5    | Na Rede Record, o Domingo Espetacular ganha novo cenário, vinheta de abertura e grafismos.  |
| 12   | Na Rede Record, Ana Hickmann assume a apresentação do Tudo É Possível, substituindo Eliana. |
| 12   | No SBT, Celso Portiolli assume a apresentação do Domingo Legal, substituindo Gugu Liberato. |

### Agosto
| Data  | Evento                                                                                                   |
| ----- | --- |
| 3     | No SBT, o Cinema em Casa ganha nova identidade visual.                                                   |
| 10    | No SBT, Karyn Bravo assume a bancada do SBT Brasil ao lado de Carlos Nascimento.                         |
| 18    | O Multishow transmite a 16.ª edição do Prêmio Multishow de Música Brasileira.                            |
| 22—23 | A Rede Globo e a Unesco promovem a 24.ª edição do Criança Esperança.                                     |
| 31    | Na Rede Globo, o Jornal Nacional completa 40 anos e ganha novo cenário, vinheta de abertura e grafismos. |

### Setembro
| Data | Evento                                                      |
| ---- | ----------------------------------------------------------- |
| 3    | A Nickelodeon transmite a 10.ª edição do Meus Prêmios Nick. |

### Outubro
| Data  | Evento                                                          |
| ----- | --------------------------------------------------------------- |
| 1.º   | A MTV Brasil transmite a 15.ª edição do MTV Video Music Brasil. |
| 23—24 | O SBT promove a 12.ª edição do Teleton, em prol da AACD.        |

### Novembro
| Data | Evento |
| ---- | --- |
| 5    | A Rede Bandeirantes transmite a 10.ª edição do Grammy Latino. |
| 10   | O apagão que atingiu o Brasil e também o Paraguai afeta a programação das principais emissoras de TV: - A Rede Globo não exibiu o humorístico Casseta & Planeta, Urgente!, o seriado Toma Lá, Dá Cá e o jornalístico Profissão Repórter. Dois dias depois, a emissora reprisou a entrevista do jogador Ronaldo Fenômeno ao Programa do Jô. - A Rede Record reprisou os capítulos das novelas: Bela, a Feia (apenas os últimos 13 minutos do capítulo exibido no dia) e Poder Paralelo, além do reality-show Ídolos. - O SBT reprisou o capítulo da novela Vende-se um Véu de Noiva. - A Rede Bandeirantes adiantou e prolongou o Jornal da Noite, com Bóris Casoy, com informações sobre o apagão. - A CNT reprisou o capítulo da novela mexicana Amanhã é Para Sempre. - A MTV Brasil cancelou a exibição do programa Top Top, sendo substituído pela reprise do programa MTV Debate (que foi reprisado no dia seguinte). Outras emissoras como a Rede Vida e a RIT ficaram fora do ar até o restabelecimento da energia no país. |
| 11   | Durante o programa Hoje em Dia, na Rede Record, a repórter Venina Nunes tentou uma entrevista ao vivo com o secretário-executivo do Ministério de Minas e Energia, Márcio Zimmermann, sobre o blecaute de energia ocorrido no dia anterior, quando foi barrada pela repórter da GloboNews, Camila Bomfim, que já estava posicionada para entrevistá-lo. Por diversas insistências por parte do apresentador Celso Zucatelli, Venina tentou convencer a assessoria do secretário em realizar a entrevista, porém sem sucesso. Após o desentendimento, a repórter deixou o local sem realizar a entrevista desabafando sobre o fato. |

### Dezembro
| Data | Evento                                                                                     |
| ---- | ------------------------------------------------------------------------------------------ |
| 21   | Na Rede Globo, a Tela Quente Especial ganha nova vinheta de abertura e grafismos.          |
| 29   | Na Rede Globo, o Vídeo Show Retrô ganha novas vinhetas de abertura e gráficos.             |
| 31   | A TV Gazeta e a Rede Globo exibem a 85.ª edição da Corrida Internacional de São Silvestre. |
| 31   | As principais emissoras de TV do Brasil transmitem o sorteio da Mega-Sena da Virada.       |

## Programas

### Janeiro
- 1 de janeiro — A Rede Globo exibe o especial Uma Noite no Castelo.
- 5 de janeiro
  - Estreia Cine Verão na TV Cultura.
  - Estreia Jornal da Vida na Rede Vida.
  - Estreia A Lei e o Crime na Rede Record.
  - Estreia Maysa: Quando Fala o Coração na Rede Globo.
- 8 de janeiro — Estreia Game Show na Rede Record.
- 9 de janeiro — Termina a 15.ª temporada de Malhação na Rede Globo.
- 12 de janeiro
  - Estreia da 16.ª temporada de Malhação na Rede Globo.
  - Estreia Gordo Chic Show na MTV Brasil.
- 13 de janeiro
  - Estreia da 9.ª temporada de Big Brother Brasil na Rede Globo.
  - Termina Pantanal no SBT.
- 16 de janeiro
  - Termina A Favorita na Rede Globo.
  - Termina Maysa: Quando Fala o Coração na Rede Globo.
- 17 de janeiro — A Rede Globo e o Multishow exibem o especial Elton John.[24]
- 18 de janeiro — Termina a 5.ª temporada de Estação Globo na Rede Globo.
- 19 de janeiro
  - Estreia SAP MTV na MTV Brasil.
  - Estreia Caminho das Índias na Rede Globo.
- 26 de janeiro — Estreia Deu a Louca no Tempo na Rede Globo.
- 30 de janeiro
  - Termina Deu a Louca no Tempo na Rede Globo.
  - Termina Quem Manda É o Chefe no SBT.
- 31 de janeiro — Termina TV Esporte Notícias na RedeTV!.

### Fevereiro
- 2 de fevereiro — Estreia da 1.ª temporada de Prison Break na Rede Globo.
- 9 de fevereiro
  - Termina Punky, a Levada da Breca na Rede Bandeirantes.
  - Estreia Acesso MTV na MTV Brasil.
- 10 de fevereiro — Estreia O Mundo Perdido na Rede Bandeirantes.
- 13 de fevereiro — Termina a 1.ª temporada de Dilemas de Irene no GNT.
- 27 de fevereiro — Termina Mulheres Apaixonadas no Vale a Pena Ver de Novo na Rede Globo.

### Março
- 1.º de março — Termina Gordo Chic Show na MTV Brasil.
- 2 de março
  - Estreia Notícias & Mais na CNT.
  - Reestreia Senhora do Destino no Vale a Pena Ver de Novo na Rede Globo.
  - Estreia Gordoshop na MTV Brasil.
  - Estreia Furo MTV na MTV Brasil.
- 3 de março — Estreia Esquadrão da Moda no SBT.
- 5 de março — Termina a 1.ª temporada de Prison Break na Rede Globo.
- 6 de março
  - Estreia 10 Anos mais Jovem no SBT.
  - Estreia da 2.ª temporada de Prison Break na Rede Globo.
- 13 de março — Termina Negócio da China na Rede Globo.
- 16 de março
  - Reestreia Bicho do Mato na Rede Record.
  - Estreia Paraíso na Rede Globo.
- 19 de março — A CNT reexibe edições de Clodovil em Noite de Gala, exibidas originalmente em 1993, em homenagem ao apresentador e estilista Clodovil Hernandes que faleceu dois dias antes.
- 23 de março
  - Estreia TV Trânsito na Rede Bandeirantes.
  - Estreia Boa Tarde na Rede Bandeirantes.
  - Termina Os Mutantes: Caminhos do Coração na Rede Record.
- 24 de março
  - Estreia Mutantes: Promessas de Amor na Rede Record.
  - Estreia Márcia Peltier Entrevista na CNT.
- 27 de março
  - Termina Bem Família na Rede Bandeirantes.
  - Termina Olha Você no SBT.
- 30 de março
  - Reestreia Dia Dia na Rede Bandeirantes.
  - Reestreia o bloco Quem Não Viu, Vai Ver no SBT.

### Abril
- 3 de abril — Termina a 2.ª temporada de Prison Break na Rede Globo.
- 4 de abril — Estreia IT MTV na MTV Brasil.
- 7 de abril — Termina a 9.ª temporada de Big Brother Brasil na Rede Globo.
- 9 de abril — Estreia da 6.ª temporada de O Aprendiz na Rede Record.
- 10 de abril
  - Termina Três Irmãs na Rede Globo.
  - Estreia Tudo o Que É Sólido Pode Derreter na TV Cultura.
  - Termina Terra Nativa na Rede Bandeirantes.
- 12 de abril — Estreia Ecoprático na TV Cultura.
- 13 de abril — Estreia Caras & Bocas na Rede Globo.
- 14 de abril
  - Estreia Poder Paralelo na Rede Record.
  - Estreia E24 na Rede Bandeirantes.
  - Estreia da 3.ª temporada de Toma Lá, Dá Cá na Rede Globo.
- 16 de abril
  - Estreia da 9.ª temporada de A Grande Família na Rede Globo.
  - Estreia da 1.ª temporada de Força-Tarefa na Rede Globo.
- 17 de abril
  - Estreia Tudo Novo de Novo na Rede Globo.
  - Estreia Toda Sexta na Rede Bandeirantes.
  - Termina Sonhos e Caramelos na CNT.
- 20 de abril — Estreia Marimar na CNT.
- 20 de abril — Estreia Peixonauta na TV Brasil.
- 27 de abril — Termina SBT Realidade no SBT.
- 28 de abril — Termina Chamas da Vida na Rede Record.

### Maio
- 1.º de maio — Termina o bloco Quem Não Viu, Vai Ver no SBT.
- 2 de maio
  - Estreia Receita pra Dois na Record News.
  - Estreia Louca Família na Rede Record.
- 3 de maio — Termina Tentação no SBT.
- 4 de maio — Reestreia Programa do Ratinho no SBT.
- 8 de maio
  - Termina Bom Dia Mulher na RedeTV!.
  - Termina Notícias das 7 na RedeTV!.
- 9 de maio — Estreia Show da Gente no SBT.
- 10 de maio — Estreia Além do Horizonte na TV Cultura.
- 11 de maio — Estreia Manhã Maior na RedeTV!.
- 18 de maio — Reestreia RedeTV! Esporte na RedeTV!.
- 28 de maio — Termina a 6.ª temporada de O Aprendiz na Rede Record.
- 29 de maio — Termina TV Trânsito na Rede Bandeirantes.
- 31 de maio
  - Estreia da 1.ª temporada de A Fazenda na Rede Record.
  - Termina Além do Horizonte na TV Cultura.
  - A Rede Globo exibe o especial Elas Cantam Roberto Carlos.

### Junho
- 6 de junho — Estreia Globo Educação na Rede Globo.
- 7 de junho — Estreia Jogo Duro na Rede Globo.
- 8 de junho — Termina A Lei e o Crime na Rede Record.
- 13 de junho — Estreia UFC sem Limites na RedeTV!.
- 15 de junho — Termina Revelação no SBT.
- 16 de junho — Estreia Vende-se um Véu de Noiva no SBT.
- 20 de junho — Termina No Estranho Planeta dos Seres Audiovisuais no Canal Brasil.
- 26 de junho — Termina Bicho do Mato na Rede Record.
- 27 de junho — Estreia Lucilia Diniz na RedeTV!.
- 28 de junho — Termina Ecoprático na TV Cultura.

### Julho
- 2 de julho — Termina a 1.ª temporada de Força-Tarefa na Rede Globo.
- 3 de julho
  - Termina Programa da Tarde na Rede Record.
  - Termina Tudo o Que É Sólido Pode Derreter na TV Cultura.
  - Termina Tudo Novo de Novo na Rede Globo.
- 5 de julho
  - Estreia Esporte Fantástico na Rede Record.
  - Estreia O Amor Segundo Benjamim Schianberg na TV Cultura.
- 6 de julho
  - Estreia Geraldo Brasil na Rede Record.
  - Termina Gordoshop na MTV Brasil.
  - Estreia Você se Lembra? no SBT.
- 7 de julho — Estreia Som & Fúria na Rede Globo.
- 8 de julho — Reestreia Show do Milhão no SBT.
- 9 de julho — Estreia Só Falta Esposa no SBT.
- 10 de julho — Termina Pra Você na TV Gazeta.
- 11 de julho — A Rede Globo exibe o especial Roberto Carlos 50 Anos.
- 13 de julho — Estreia Manhã Gazeta na TV Gazeta.
- 14 de julho — Estreia Descolados na MTV Brasil.
- 20 de julho
  - Estreia da 1.ª temporada de Geral.com na Rede Globo.
  - Estreia Clubti na TV Aparecida.
- 24 de julho
  - Termina a 1.ª temporada de Geral.com na Rede Globo.
  - Termina Som & Fúria na Rede Globo.
- 26 de julho
  - Termina O Amor Segundo Benjamim Schianberg na TV Cultura.
  - Termina Jogo Duro na Rede Globo.
- 29 de julho — Termina a 1.ª temporada de Astros no SBT.
- 30 de julho — Estreia da 4.ª temporada de No Limite na Rede Globo.
- 31 de julho
  - Termina Pé na Rua na TV Cultura.
  - Estreia Decamerão: A Comédia do Sexo na Rede Globo.

### Agosto
- 2 de agosto — Estreia João Miguel na TV Cultura.
- 3 de agosto — Termina Mutantes: Promessas de Amor na Rede Record.
- 4 de agosto — Estreia Bela, a Feia na Rede Record.
- 5 de agosto — Estreia da 1.ª temporada de Qual é o Seu Talento? no SBT.
- 10 de agosto — Estreia Vídeo News na Rede Bandeirantes.
- 21 de agosto
  - Termina Senhora do Destino no Vale a Pena Ver de Novo na Rede Globo.
  - Termina Decamerão: A Comédia do Sexo na Rede Globo.
- 22 de agosto — Termina Teca na TV no Canal Futura.
- 23 de agosto
  - Termina a 1.ª temporada de A Fazenda na Rede Record.
  - Termina João Miguel na TV Cultura.
- 24 de agosto — Reestreia Alma Gêmea no Vale a Pena Ver de Novo na Rede Globo.
- 27 de agosto — Termina Só Falta Esposa no SBT.
- 30 de agosto
  - Estreia Eliana no SBT.
  - Estreia Programa do Gugu na Rede Record.[25]
  - Termina 8 e Meia no Cinema no SBT.
- 31 de agosto — Estreia Era das Utopias na TV Brasil.

### Setembro
- 1.º de setembro — Estreia Trago Comigo na TV Cultura.
- 4 de setembro
  - Termina Marimar na CNT.
  - Termina Trago Comigo na TV Cultura.
- 6 de setembro — Reestreia Interligado na RedeTV!.
- 7 de setembro
  - Estreia A Outra na CNT.
  - Estreia Amanhã É para Sempre na CNT.
- 8 de setembro — Estreia Programa Olga Bongiovanni na TV Aparecida.
- 9 de setembro
  - Estreia Programa Novo na TV Cultura.
  - Termina Show do Milhão no SBT.
- 11 de setembro — Termina Caminho das Índias na Rede Globo.
- 14 de setembro — Estreia Viver a Vida na Rede Globo.
- 16 de setembro — Estreia Um contra Cem no SBT.
- 27 de setembro — Termina a 4.ª temporada de No Limite na Rede Globo.

### Outubro
- 1.º de outubro — Estreia da 1.ª temporada de Aline na Rede Globo.
- 2 de outubro
  - Termina Paraíso na Rede Globo.
  - Termina 10 Anos mais Jovem no SBT.
- 4 de outubro — Estreia Norma na Rede Globo.
- 5 de outubro
  - Estreia Sagrado na Rede Globo.
  - Estreia Cama de Gato na Rede Globo.
- 6 de outubro — Termina Descolados na MTV Brasil.
- 9 de outubro — Termina Pisando na Bola no SporTV.
- 10 de outubro — Estreia 12 Mulheres na Rede Record.
- 12 de outubro
  - Estreia Escola pra Cachorro na Nickelodeon.
  - Estreia Cocoricó na Cidade na TV Cultura.
  - Estreia da 1.ª temporada de Acampamento de Férias na Rede Globo.
- 16 de outubro
  - Termina Boa Tarde na Rede Bandeirantes.
  - Termina a 1.ª temporada de Acampamento de Férias na Rede Globo.
- 18 de outubro — Termina Norma na Rede Globo.
- 19 de outubro — Estreia Isa TKM na Rede Bandeirantes.
- 26 de outubro
  - Estreia Beijo, Me Liga no Multishow.
  - Estreia Boletim de Ocorrências no SBT.

### Novembro
- 6 de novembro — Termina a 16.ª temporada de Malhação na Rede Globo.
- 9 de novembro — Estreia da 17.ª temporada de Malhação na Rede Globo.
- 12 de novembro — Termina a 1.ª temporada de Aline na Rede Globo.
- 13 de novembro — Estreia da 2.ª temporada de Ó Paí, Ó na Rede Globo.
- 14 de novembro — Estreia Quase Anônimos no Multishow.
- 15 de novembro
  - Estreia Zero Bala na Rede Bandeirantes.
  - Estreia da 2.ª temporada de A Fazenda na Rede Record.

### Dezembro
- 4 de dezembro — Termina a 2.ª temporada de Ó Paí, Ó na Rede Globo.
- 7 de dezembro — A Rede Record exibe o especial Mestres do Ilusionismo.
- 8 de dezembro — Estreia Cinquentinha na Rede Globo.
- 12 de dezembro
  - Termina Cambalhota na TV Cultura.
  - Termina MTV + na MTV Brasil.
- 16 de dezembro — Termina a 1.ª temporada de Qual é o Seu Talento? no SBT.
- 17 de dezembro — Termina a 9.ª temporada de A Grande Família na Rede Globo.
- 18 de dezembro
  - Termina Geraldo Brasil na Rede Record.
  - Termina SAP MTV na MTV Brasil.
  - Termina Beijo, Me Liga no Multishow.
  - Termina Descarga MTV na MTV Brasil.
  - Termina Cinquentinha na Rede Globo.
- 19 de dezembro — Termina Cilada no Multishow.
- 21 de dezembro — Estreia H20: Meninas Sereias na Rede Record.
- 22 de dezembro — Termina a 3.ª temporada de Toma Lá, Dá Cá na Rede Globo.
- 23 de dezembro — A Rede Globo exibe o especial Dó-Ré-Mi-Fábrica.
- 24 de dezembro — A Rede Globo exibe o especial Natal de Luz da Xuxa.
- 25 de dezembro — A Rede Globo exibe o Roberto Carlos Especial.
- 29 de dezembro
  - A Rede Globo exibe o especial Chico e Amigos.
  - A Rede Globo exibe o Vídeo Show Retrô 2009.
- 30 de dezembro — A Rede Globo exibe a sua Retrospectiva 2009.
- 31 de dezembro — A Rede Globo exibe o Show da Virada.

## Emissoras

### Fundações
| Data            | Emissora                    | Cidade, UF               | Notas | Ref.                |
| --------------- | --------------------------- | ------------------------ | --- | ------------------- |
| 1.º de abril    | TruTV                       | São Paulo, SP            | Canal programado pela Turner Broadcasting System Latin America, voltado para documentários policiais, drama reais e histórias de emergências | [carece de fontes?] |
| 15 de abril     | Discovery HD Theater        | São Paulo, SP            | Canal de televisão por assinatura em alta definição, programada pela Discovery Networks Latin America                                        | [carece de fontes?] |
| 3 de julho      | Disney XD                   | São Paulo, SP            | Canal por assinatura programado pela The Walt Disney Company América Latina, voltado a crianças entre 8 e 15 anos                            | [ 26 ]              |
| 31 de julho     | TV Planalto                 | Jataí, Goiás             | Emissora de televisão afiliada à RedeTV! | [carece de fontes?] |
| 26 de agosto    | Univesp TV                  | São Paulo, SP            | Canais de multiprogramação da Fundação Padre Anchieta, retransmitidos junto à programação da TV Cultura                                      | [carece de fontes?] |
| 26 de agosto    | MultiCultura                | São Paulo, SP            | Canais de multiprogramação da Fundação Padre Anchieta, retransmitidos junto à programação da TV Cultura                                      | [carece de fontes?] |
| 1.º de outubro  | TV Verdes Mares Cariri      | Juazeiro do Norte, Ceará | Emissora de televisão pertencente ao Sistema Verdes Mares, afiliada à Rede Globo                                                             | [ 27 ]              |
| 10 de outubro   | Rede Tocantins de Televisão | Palmas, Tocantins        | Emissora de televisão pertencente ao Grupo Otávio Soares, afiliada à RedeTV!                                                                 | [carece de fontes?] |
| 15 de outubro   | Mega TV                     | São Paulo, SP            | Canal de televisão pertencente ao Grupo Mix de Comunicação, voltado à televendas                                                             | [carece de fontes?] |
| 17 de novembro  | CNT Bahia                   | Salvador, Bahia          | Quinta emissora própria da CNT, que até então era retransmitida em Salvador através do canal 39 UHF                                          | [carece de fontes?] |
| 20 de novembro  | TV Farol                    | Maceió, Alagoas          | Emissora de televisão educativa mantida pelo Grupo Farol de Comunicação, e afiliada à TV Novo Tempo                                          | [ 28 ]              |
| 1.º de dezembro | VH1 HD                      | São Paulo, SP            | Versão em alta definição do canal por assinatura VH1 Brasil, programado pela Viacom International Media Networks The Americas                | [ 29 ]              |
| 1.º de dezembro | TLC HD                      | São Paulo, SP            | Canal de televisão por assinatura em alta definição, programada pela Discovery Networks Latin America                                        | [ 30 ]              |
| 14 de dezembro  | TV UFG                      | Goiânia, Goiás           | Emissora de televisão educativa pertencente à Universidade Federal de Goiás, afiliada à TV Brasil                                            | [ 31 ]              |

### Extinções
| Data         | Emissora                        | Cidade, UF    | Notas | Ref.                |
| ------------ | ------------------------------- | ------------- | --- | ------------------- |
| 30 de junho  | FizTV                           | São Paulo, SP | Em comunicado oficial, a Abril Radiodifusão decidiu encerrar os canais devido à "dificuldade em romper uma barreira praticamente intransponível que existe no Brasil para a distribuição de canais pagos", o que seria uma referência velada às tentativas malsucedidas de sua inclusão no line-up da NET e da Sky, controladas pelas Organizações Globo, que por sua vez, também controlava os canais Globosat, concorrentes da Abril Radiodifusão | [ 32 ]              |
| 30 de junho  | Ideal TV                        | São Paulo, SP | Em comunicado oficial, a Abril Radiodifusão decidiu encerrar os canais devido à "dificuldade em romper uma barreira praticamente intransponível que existe no Brasil para a distribuição de canais pagos", o que seria uma referência velada às tentativas malsucedidas de sua inclusão no line-up da NET e da Sky, controladas pelas Organizações Globo, que por sua vez, também controlava os canais Globosat, concorrentes da Abril Radiodifusão | [ 32 ]              |
| 2 de julho   | Jetix                           | São Paulo, SP | O canal foi extinto por decisão da sua programadora, The Walt Disney Company América Latina, e foi substituído pelo Disney XD | [carece de fontes?] |
| 31 de agosto | Japão Brasil Network Television | São Paulo, SP | O canal pertencia à M Sansei Comunicação | [carece de fontes?] |

### Rebrandings
| Data        | Emissora     | Cidade, UF         | Notas                                      | Ref.                |
| ----------- | ------------ | ------------------ | ------------------------------------------ | ------------------- |
| 17 de maio  | TV Mani      | Macapá, Amapá      | Passa a se chamar MTV Macapá               | [carece de fontes?] |
| 26 de março | TV Rio Negro | Manaus, Amazonas   | Passa a se chamar TV Bandeirantes Amazonas | [carece de fontes?] |
| 7 de julho  | Sci Fi       | São Paulo, SP      | Passa a se chamar Syfy                     | [carece de fontes?] |
| 5 de junho  | TV Tropical  | São Luís, Maranhão | Passa a se chamar Record News São Luís     | [ 33 ]              |

### Trocas de afiliação
| Data            | Emissora                           | Cidade, UF                      | Afiliação anterior | Afiliação nova    | Notas | Ref.                |
| --------------- | ---------------------------------- | ------------------------------- | ------------------ | ----------------- | --- | ------------------- |
| 25 de fevereiro | TV Cidade                          | Boa Vista, Roraima              | TV Diário          | Rede Família      | Como resultado da saída da TV Diário das parabólicas, as emissoras que repetiam sua programação fora do Ceará foram forçadas a procurar novas afiliações | [ 3 ]               |
| 25 de fevereiro | TV Imperatriz                      | Imperatriz, Maranhão            | TV Diário          | MTV Brasil        | Como resultado da saída da TV Diário das parabólicas, as emissoras que repetiam sua programação fora do Ceará foram forçadas a procurar novas afiliações | [ 3 ]               |
| 18 de março     | TV Tropical                        | São Luís, Maranhão              | TV Diário          | Ulbra TV          | Após a perda repentina da programação da TV Diário, a emissora retransmitiu provisioriamente a programação da CNT (em 26 de fevereiro) e da NGT (entre 27 e 17 de março), até firmar uma parceria com a emissora da Universidade Luterana do Brasil | [carece de fontes?] |
| 16 de maio      | TV Cidade Verde Cuiabá             | Cuiabá, Mato Grosso             | SBT                | Rede Bandeirantes | Após três meses de negociação, a TV Cidade Verde e suas co-irmãs no interior do estado migraram para a Band, e alegaram que a mudança de afiliação havia se dado em razão da instabilidade da programação do SBT, bem como a falta de projetos da rede para a expansão de sinal. Em nota, o SBT afirmou que a TV Cidade Verde estava exigindo a exclusividade do sinal da rede no estado, o que obrigaria a desfiliação de outras 12 afiliadas que não pertenciam ao Grupo Cidade Verde. Como resultado da troca, o SBT ficou sem sinal na maior parte do estado, incluindo a capital Cuiabá, durante 77 dias | [ 34 ] [ 35 ]       |
| 16 de maio      | TV Cidade Verde Juína              | Juína, Mato Grosso              | SBT                | Rede Bandeirantes | Após três meses de negociação, a TV Cidade Verde e suas co-irmãs no interior do estado migraram para a Band, e alegaram que a mudança de afiliação havia se dado em razão da instabilidade da programação do SBT, bem como a falta de projetos da rede para a expansão de sinal. Em nota, o SBT afirmou que a TV Cidade Verde estava exigindo a exclusividade do sinal da rede no estado, o que obrigaria a desfiliação de outras 12 afiliadas que não pertenciam ao Grupo Cidade Verde. Como resultado da troca, o SBT ficou sem sinal na maior parte do estado, incluindo a capital Cuiabá, durante 77 dias | [ 34 ] [ 35 ]       |
| 16 de maio      | TV Cidade Verde Primavera do Leste | Primavera do Leste, Mato Grosso | SBT                | Rede Bandeirantes | Após três meses de negociação, a TV Cidade Verde e suas co-irmãs no interior do estado migraram para a Band, e alegaram que a mudança de afiliação havia se dado em razão da instabilidade da programação do SBT, bem como a falta de projetos da rede para a expansão de sinal. Em nota, o SBT afirmou que a TV Cidade Verde estava exigindo a exclusividade do sinal da rede no estado, o que obrigaria a desfiliação de outras 12 afiliadas que não pertenciam ao Grupo Cidade Verde. Como resultado da troca, o SBT ficou sem sinal na maior parte do estado, incluindo a capital Cuiabá, durante 77 dias | [ 34 ] [ 35 ]       |
| 16 de maio      | TV Cidade Verde Rondonópolis       | Rondonópolis, Mato Grosso       | SBT                | Rede Bandeirantes | Após três meses de negociação, a TV Cidade Verde e suas co-irmãs no interior do estado migraram para a Band, e alegaram que a mudança de afiliação havia se dado em razão da instabilidade da programação do SBT, bem como a falta de projetos da rede para a expansão de sinal. Em nota, o SBT afirmou que a TV Cidade Verde estava exigindo a exclusividade do sinal da rede no estado, o que obrigaria a desfiliação de outras 12 afiliadas que não pertenciam ao Grupo Cidade Verde. Como resultado da troca, o SBT ficou sem sinal na maior parte do estado, incluindo a capital Cuiabá, durante 77 dias | [ 34 ] [ 35 ]       |
| 16 de maio      | TV Cidade Verde Sorriso            | Sorriso, Mato Grosso            | SBT                | Rede Bandeirantes | Após três meses de negociação, a TV Cidade Verde e suas co-irmãs no interior do estado migraram para a Band, e alegaram que a mudança de afiliação havia se dado em razão da instabilidade da programação do SBT, bem como a falta de projetos da rede para a expansão de sinal. Em nota, o SBT afirmou que a TV Cidade Verde estava exigindo a exclusividade do sinal da rede no estado, o que obrigaria a desfiliação de outras 12 afiliadas que não pertenciam ao Grupo Cidade Verde. Como resultado da troca, o SBT ficou sem sinal na maior parte do estado, incluindo a capital Cuiabá, durante 77 dias | [ 34 ] [ 35 ]       |
| 16 de maio      | TV Cidade Verde Tangará da Serra   | Tangará da Serra, Mato Grosso   | SBT                | Rede Bandeirantes | Após três meses de negociação, a TV Cidade Verde e suas co-irmãs no interior do estado migraram para a Band, e alegaram que a mudança de afiliação havia se dado em razão da instabilidade da programação do SBT, bem como a falta de projetos da rede para a expansão de sinal. Em nota, o SBT afirmou que a TV Cidade Verde estava exigindo a exclusividade do sinal da rede no estado, o que obrigaria a desfiliação de outras 12 afiliadas que não pertenciam ao Grupo Cidade Verde. Como resultado da troca, o SBT ficou sem sinal na maior parte do estado, incluindo a capital Cuiabá, durante 77 dias | [ 34 ] [ 35 ]       |
| 16 de maio      | TV Brasil Oeste                    | Cuiabá, Mato Grosso             | Rede Bandeirantes  | Rede 21           | Com a ida da programação da Band para a TV Cidade Verde, a TV Brasil Oeste encerrou uma afiliação de 23 anos com a rede, e passou a exibir a programação da Rede 21, também pertencente ao Grupo Bandeirantes de Comunicação | [ 34 ] [ 35 ]       |
| 5 de junho      | Record News São Luís               | São Luís, Maranhão              | Ulbra TV           | Record News       | Após meses de afiliações provisórias, a emissora firmou uma parceria com o canal de notícias, tornando-se a quarta afiliada da rede | [ 33 ]              |
| 1.º de agosto   | TV Rondon                          | Cuiabá, Mato Grosso             | RedeTV!            | SBT               | A TV Rondon deixou a RedeTV! após quase 10 anos de afiliação e migrou junto com outras duas emissoras pertencentes ao Grupo Roberto Dorner de Comunicação para o SBT, que estava sem sinal na maior parte do estado desde a desfiliação da TV Cidade Verde | [ 36 ]              |
| 1.º de agosto   | TV Rondon                          | Rondonópolis, Mato Grosso       | RedeTV!            | SBT               | A TV Rondon deixou a RedeTV! após quase 10 anos de afiliação e migrou junto com outras duas emissoras pertencentes ao Grupo Roberto Dorner de Comunicação para o SBT, que estava sem sinal na maior parte do estado desde a desfiliação da TV Cidade Verde | [ 36 ]              |
| 1.º de agosto   | TV Cidade                          | Sinop, Mato Grosso              | RedeTV!            | SBT               | A TV Rondon deixou a RedeTV! após quase 10 anos de afiliação e migrou junto com outras duas emissoras pertencentes ao Grupo Roberto Dorner de Comunicação para o SBT, que estava sem sinal na maior parte do estado desde a desfiliação da TV Cidade Verde | [ 36 ]              |
| 1.º de agosto   | TV Cuiabá                          | Cuiabá, Mato Grosso             | Record News        | RedeTV!           | Ao mesmo tempo, a RedeTV! tinha sua afiliação reposta em Cuiabá com a afiliação da TV Cuiabá. Em contrapartida, sua antiga rede ficou sem sinal até a ativação de uma retransmissora pelo canal 51 UHF em 1.º de setembro do mesmo ano | [ 37 ] [ 38 ]       |
| 14 de setembro  | TV Alagoas                         | Maceió, Alagoas                 | SBT                | Rede Mundial      | Após sua segunda passagem pela rede, a emissora arrendou 22 horas de programação da Igreja Mundial do Poder de Deus | [ 39 ]              |
| 1.º de outubro  | TV Independência                   | Tangará da Serra, Mato Grosso   | RedeTV!            | SBT               | A emissora deixou a RedeTV! e migrou para o SBT, repondo o sinal da rede meses após a TV Cidade Verde Tangará da Serra ter migrado para a Band | [carece de fontes?] |

## Nascimentos
| Data           | Nome              | Notas | Ref.                |
| -------------- | ----------------- | --- | ------------------- |
| 10 de março    | João Bravo        | Ator. Trabalhos notáveis incluem A Força do Querer, Ilha de Ferro e Bom Sucesso                                                 | [carece de fontes?] |
| 25 de julho    | Giovanna Alparone | Atriz, cantora e modelo. Seu principal trabalho na televisão foi no programa infantil SBT Apresenta: Luccas Toon                | [carece de fontes?] |
| 4 de setembro  | Gianlucca Mauad   | Ator. Trabalhos notáveis incluem Escola de Gênios, Ilha de Ferro, Jezabel, Amor de Mãe, Gênesis e A Infância de Romeu e Julieta | [carece de fontes?] |
| 19 de dezembro | Miguel Schmid     | Ator. Trabalhos notáveis incluem Um Lugar ao Sol e A Infância de Romeu e Julieta                                                | [carece de fontes?] |
| 27 de novembro | Bruna Negendank   | Atriz, cantora e modelo. Trabalhos notáveis incluem Éramos Seis, Amor sem Igual, Reis e Família É Tudo                          | [carece de fontes?] |

## Mortes
| Data            | Nome                          | Idade        | Notas | Ref.   |
| --------------- | ----------------------------- | ------------ | --- | ------ |
| 26 de janeiro   | Renato Consorte               | 84 (n. 1924) | Ator e humorista. Trabalhos notáveis incluem Gabriela, Cravo e Canela, Prisioneiro de um Sonho, Eu Compro Esta Mulher, O Tempo e o Vento, O Meu Pé de Laranja Lima, Meu Pedacinho de Chão, A Volta de Beto Rockfeller, O Conde Zebra, Papai Coração, Dinheiro Vivo, O Tempo e o Vento, O Primo Basílio, Tieta, A História de Ana Raio e Zé Trovão, Fascinação e Bang Bang     | [ 40 ] |
| 22 de fevereiro | Ida Gomes                     | 85 (n. 1923) | Atriz e dubladora brasileira, nascida na Polônia. Trabalhos notáveis incluem Grande Teatro Tupi, Verão Vermelho, Selva de Pedra, O Bem Amado, Helena, Estúpido Cupido, Dona Xepa, O Astro, Hipertensão, De Corpo e Alma, e Duas Caras | [ 41 ] |
| 27 de fevereiro | Walter Silva                  | 75 (n. 1933) | Jornalista, locutor e radialista. Na televisão, ficou conhecido como narrador de futebol da Rede Globo e na direção do Fantástico | [ 42 ] |
| 17 de março     | Clodovil Hernandes            | 71 (n. 1937) | Apresentador, ator, estilista e político. Passou por emissoras como Rede Globo, Rede Bandeirantes, Rede Manchete, CNT, TV Gazeta e RedeTV!. Apresentou programas como TV Mulher, Clodovil, Clô para os Íntimos, Clodovil em Noite de Gala, Mulheres e A Casa É Sua | [ 43 ] |
| 19 de março     | Francisco Cunha Pereira Filho | 82 (n. 1926) | Empresário e jornalista. Foi presidente do Grupo Paranaense de Comunicação, responsável pela RPC TV | [ 44 ] |
| 30 de março     | Ankito                        | 85 (n. 1924) | Ator. Trabalhos notáveis incluem O Riso É o Limite, Show do Ankito, Gina, A Sucessora e Alma Gêmea | [ 45 ] |
| 4 de abril      | Isolda Cresta                 | 79 (n. 1929) | Atriz. Trabalhos notáveis incluem O Bem Amado, Pecado Capital, Duas Vidas, Marron Glacê e Tudo ou Nada | [ 46 ] |
| 8 de abril      | Francarlos Reis               | 67 (n. 1941) | Ator e diretor. Trabalhos notáveis incluem Venha Ver o Sol na Estrada, As cinco panelas de ouro, Chiquititas e Carandiru, outras histórias | [ 47 ] |
| 27 de maio      | Leina Krespi                  | 70 (n. 1938) | Atriz. Trabalhos notáveis incluem Eu Compro Esta Mulher, A Rainha Louca, Os Miseráveis, O Homem Proibido, Pecado Capital, Baila Comigo, Jogo da Vida, Guerra dos Sexos, Vereda Tropical, Roque Santeiro, Cambalacho, Corpo Santo, Bambolê, Sassaricando, Bebê a Bordo, O Sexo dos Anjos, Lua Cheia de Amor, Perigosas Peruas, Deus Nos Acuda, O Mapa da Mina, A Viagem e Zazá | [ 48 ] |
| 23 de julho     | Duse Nacaratti                | 76 (n. 1933) | Atriz. Trabalhos notáveis incluem Malu Mulher, Sol de Verão, Chico Anysio Show, Corpo a Corpo, Cambalacho, Desejos de Mulher, Sítio do Picapau Amarelo e Negócio da China | [ 49 ] |
| 26 de julho     | Sérgio Viotti                 | 82 (n. 1927) | Ator. Trabalhos notáveis incluem Grande Teatro Tupi, Dulcinéa Vai à Guerra, O Primo Basílio, Kananga do Japão, Meu Bem, Meu Mal, Despedida de Solteiro e Terra Nostra | [ 50 ] |
| 17 de agosto    | Miguel Magno                  | 58 (n. 1951) | Ator, diretor e autor. Trabalhos notáveis incluem Helena, Armação Ilimitada, Top Model, A História de Ana Raio e Zé Trovão, Dona Anja, Estrela-Guia, O Direito de Nascer, Sabor da Paixão, Os Normais, A Diarista, A Lua Me Disse, Queridos Amigos e Toma Lá, Dá Cá | [ 51 ] |
| 22 de setembro  | Dirce Migliaccio              | 75 (n. 1933) | Atriz. Trabalhos notáveis incluem A Fábrica, O Bem Amado, Pluft, o Fantasminha, Sítio do Picapau Amarelo, Marron Glacê, A Gata Comeu e Quem é Você? | [ 52 ] |
| 13 de novembro  | Mara Manzan                   | 57 (n. 1952) | Atriz. Trabalhos notáveis incluem A Viagem, O Clone, Senhora do Destino, Duas Caras e Caminho das Índias | [ 53 ] |
| 2 de dezembro   | Luiz Lombardi Neto            | 69 (n. 1940) | Locutor. Ficou conhecido por ser o narrador de diversos programas do apresentador e empresário Silvio Santos | [ 54 ] |
| 3 de dezembro   | Leila Lopes                   | 50 (n. 1959) | Atriz, apresentadora e jornalista. Trabalhos notáveis incluem Despedida de Solteiro, Renascer, Tropicaliente, O Rei do Gado e Marcas da Paixão | [ 55 ] |
| 9 de dezembro   | Luiz Carlos Alborghetti       | 64 (n. 1945) | Jornalista e radialista. Apresentou os programas Cadeia Nacional pela CNT e Programa Alborghetti pela TV Independência | [ 56 ] |